# Wade Baldwin
Wade Manson Baldwin IV (Belle Mead, Nueva Jersey, 29 de marzo de 1996) es un baloncestista estadounidense que pertenece a la plantilla del Fenerbahçe Beko de la BSL turca. Con 1,93 metros de estatura, juega en la posición de base.

## Trayectoria deportiva

### Universidad
Jugó dos temporadas con los Commodores de la Universidad Vanderbilt, en las que promedió 11,6 puntos, 4,1 rebotes y 4,8 asistencias por partido. En su primera temporada fue incluido en el mejor quinteto de novatos de la Southeastern Conference, mientras que al año siguiente apareció en el segundo mejor equipo absoluto de la conferencia. Al término de esa temporada se declaró elegible para el draft de la NBA.

### Profesional

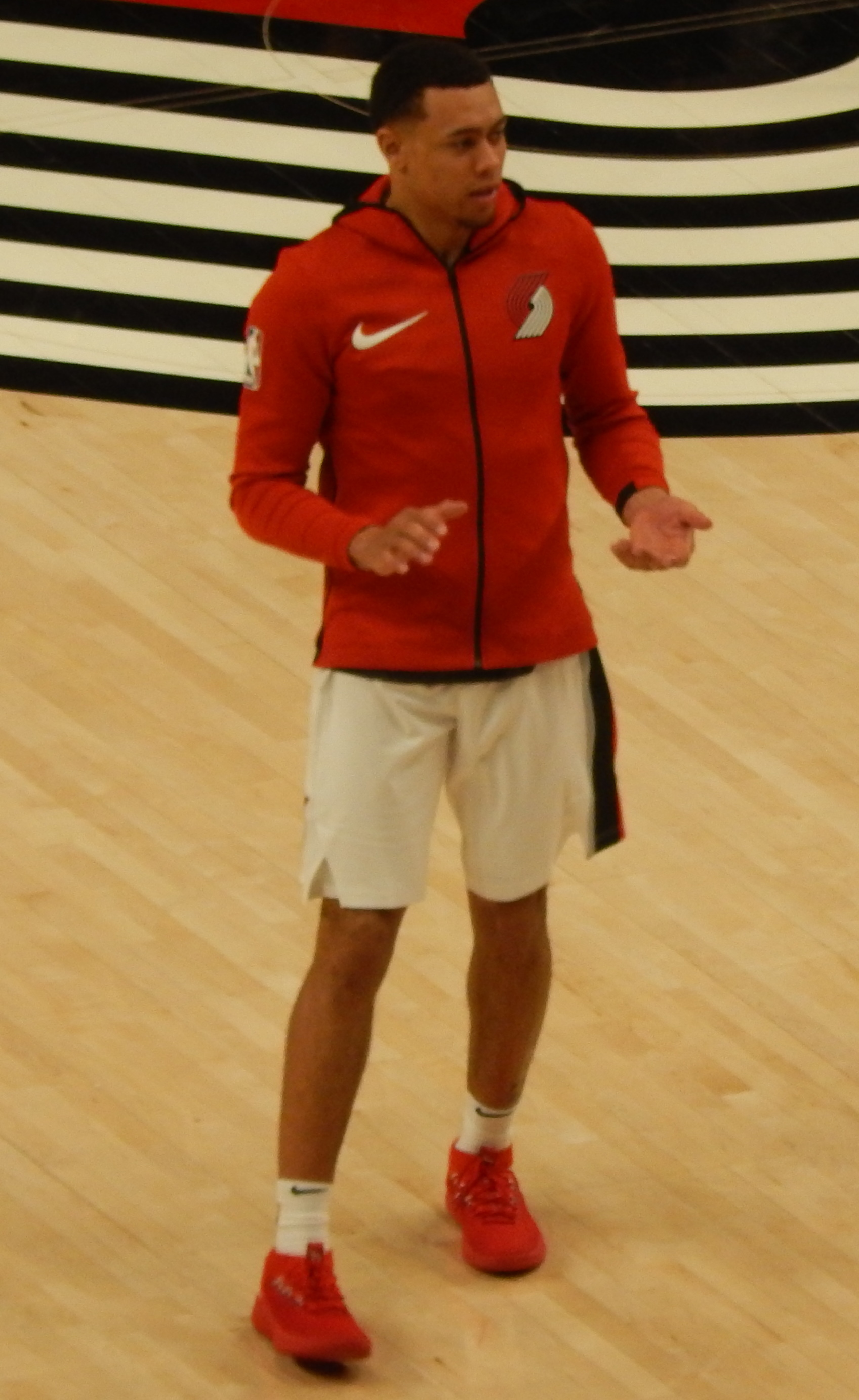
Baldwin con Portland Trail Blazers en 2018.

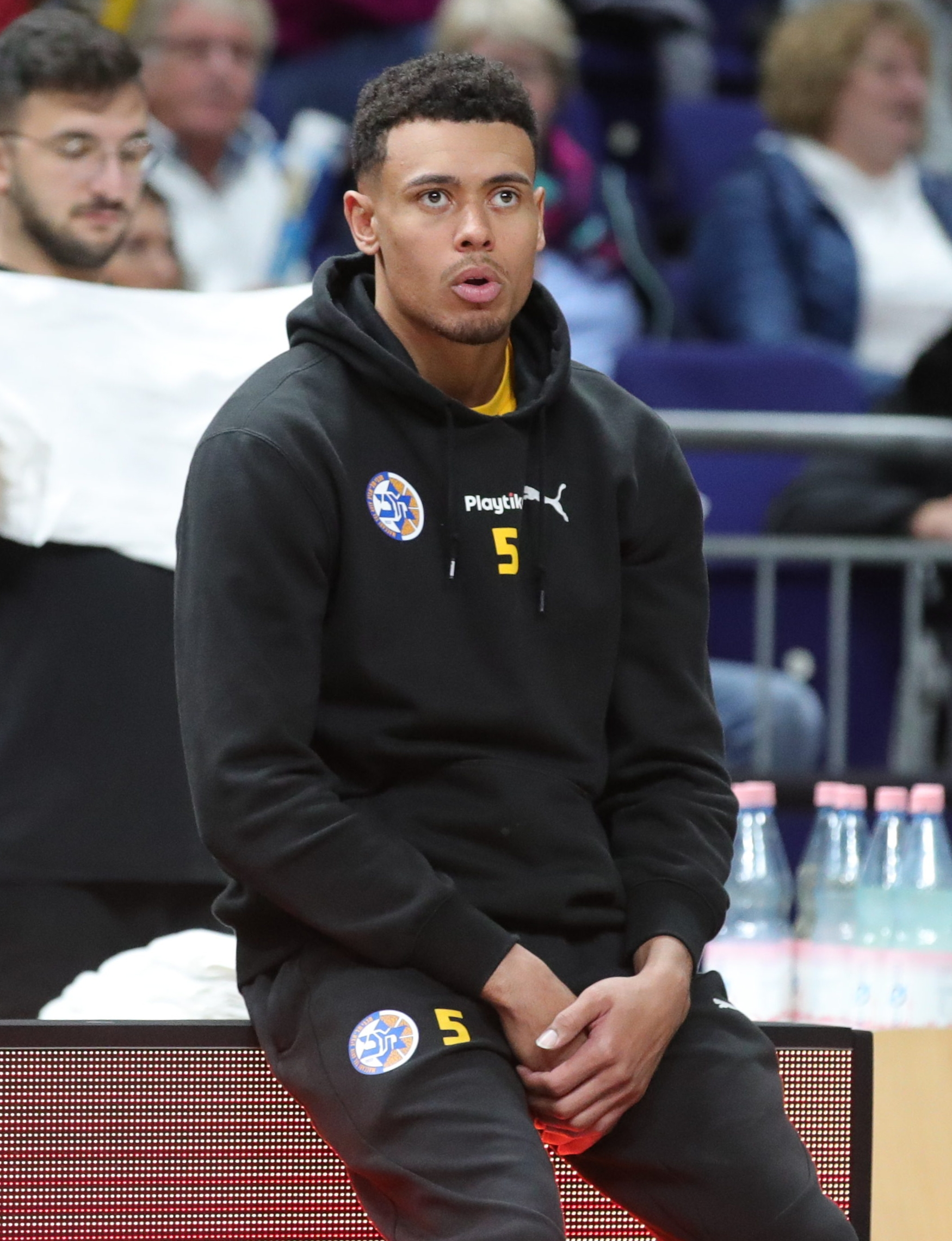
Baldwin en 2022.

Fue elegido en la decimoséptima posición del Draft de la NBA de 2016 por Memphis Grizzlies. Debutó el 26 de octubre en un partido ante Minnesota Timberwolves, en el que logró 7 puntos, 6 asistencias y 5 rebotes.
Antes del comienzo de la temporada 2017-18 fue cortado por los Grizzlies. El 19 de octubre de 2017, Baldwin firmó un contrato "dual" con los Portland Trail Blazers.
El 3 de febrero de 2019 es traspasado, junto a Nik Stauskas, a Cleveland Cavaliers a cambio de Rodney Hood.
Tras un corto periplo por Grecia, en julio de 2020 se hizo oficial su traspaso al Bayern de Múnich. Con el conjunto germano, disputaría la Euroliga en la que acabó con más de 15 puntos y 4 asistencias por encuentro.
El 10 de julio de 2021 se hace oficial su fichaje por el Saski Baskonia de la liga ACB española.
El 30 de junio de 2022, firma por el Maccabi Tel Aviv Basketball Club de la Ligat Winner.
El 10 de julio de 2024 firmó con el Fenerbahçe Beko de la Basketbol Süper Ligi turca.

## Estadísticas de su carrera en la NBA

### Temporada regular
| Año     | Equipo   | PJ | PT | MPP  | %TC  | %3P  | %TL  | RPP | APP | ROB | TPP | PPP |
| ------- | -------- | -- | -- | ---- | ---- | ---- | ---- | --- | --- | --- | --- | --- |
| 2016-17 | Memphis  | 33 | 1  | 12.3 | .313 | .136 | .838 | 1.4 | 1.8 | .5  | .2  | 3.2 |
| 2017-18 | Portland | 7  | 0  | 11.4 | .667 | .800 | .600 | 1.1 | .7  | .3  | .1  | 5.4 |
| Total   | Total    | 40 | 1  | 12.1 | .368 | .259 | .787 | 1.4 | 1.7 | .5  | .2  | 3.6 |

### Playoffs
| Año   | Equipo   | PJ | PT | MPP | %TC  | %3P   | %TL   | RPP | APP | ROB | TPP | PPP |
| ----- | -------- | -- | -- | --- | ---- | ----- | ----- | --- | --- | --- | --- | --- |
| 2017  | Memphis  | 3  | 0  | 4.0 | .000 | .000  | 1.000 | 1.3 | .7  | .0  | .0  | 0.7 |
| 2018  | Portland | 4  | 0  | 4.8 | .250 | 1.000 | .500  | .8  | .8  | .3  | .3  | 1.0 |
| Total | Total    | 7  | 0  | 4.4 | .200 | 1.000 | .750  | 1.0 | .7  | .1  | .1  | 0.9 |